# Irish Women's Suffrage Society
Irish Women's Suffrage Society var en nordirländsk kvinnorättsorganisation, grundad 1872.
Syftet var att verka för Kvinnlig rösträtt.
Den grundades av Isabella Tod.
Den var den första rösträttsföreningen på Irland. 